# Tyndaris

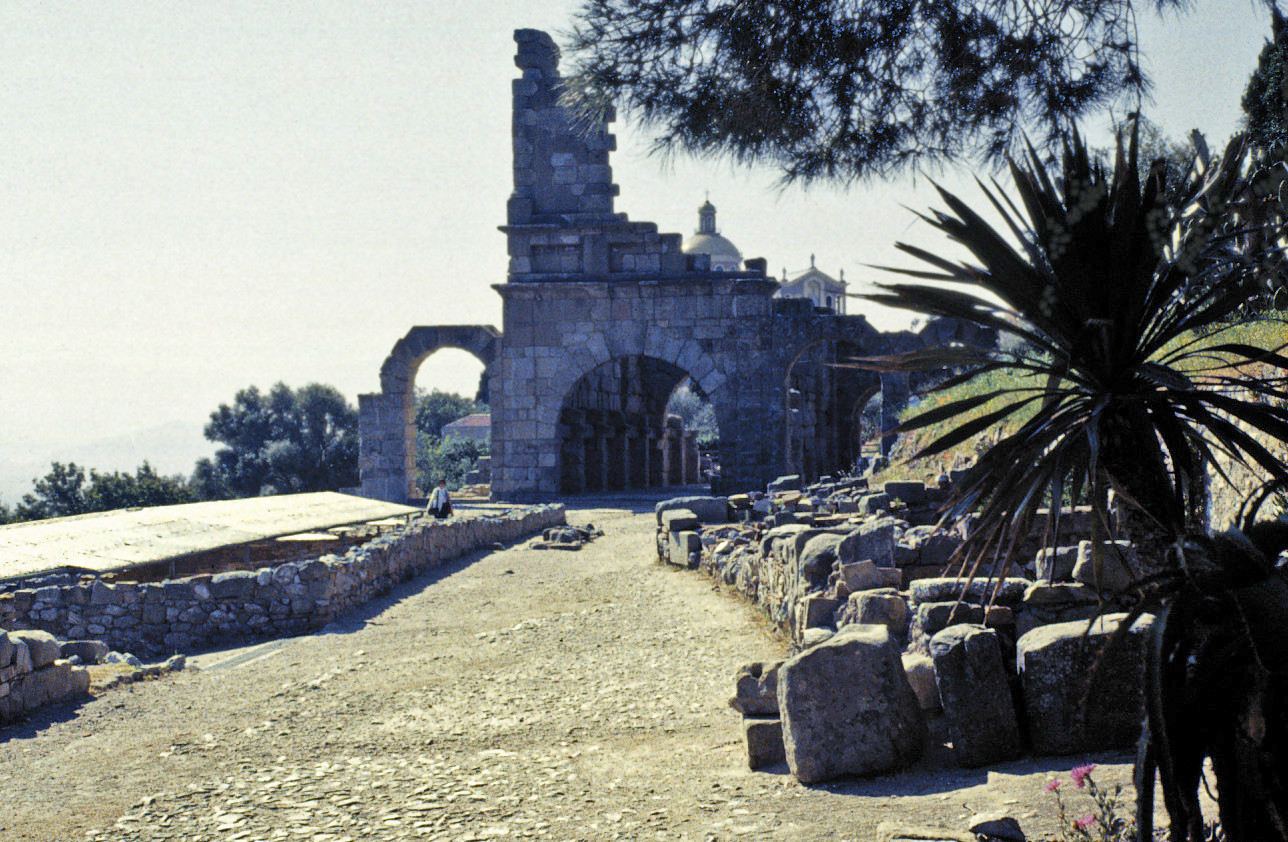
Basilika i Tyndaris

Tyndaris (nuv. Santa Maria di Tindaro), fornstad på Sicilien, nära Patti. Staden var en messenisk koloni och grundades av Dionysios d.ä. 395 f.Kr. Den anslöt sig till Timoleon, kom sedan under Karthago och gjordes av romarna till en civitas decumana (samhälle som skulle betala skatt in natura). En mindre del av staden störtade redan före Plinius d.ä. (23 - 79) i havet. Idag finns lämningar av murar, ett gymnastikhus och en teater kvar.